# Robert Ivonnet
Robert Ivonnet est un ingénieur du son français, chef-opérateur du son pour le cinéma, né le 28 février 1905 à Aire-sur-la-Lys et mort le 22 octobre 1984 à Paris 15e.

## Biographie
Robert Ivonnet a été formé dans les laboratoires Gaumont avant de devenir, en 1935, le chef du service son des studios Éclair. Il a travaillé comme ingénieur du son pendant une quinzaine d'années.
Il s'était engagé en juillet 1942 dans la France libre où il fut affecté à la résistance intérieure.

## Filmographie
- 1931 : Deux Fois vingt ans de Charles-Félix Tavano
- 1933 : La Mille et Deuxième Nuit d' Alexandre Volkoff
- 1934 : Casanova de René Barberis
- 1934 : Bouboule Ier, roi nègre de Léon Mathot
- 1935 : Les Mystères de Paris de Félix Gandéra
- 1935 : Jim la Houlette d'André Berthomieu
- 1936 : Les Mutinés de l'Elseneur de Pierre Chenal
- 1936 : Les Bas-fonds de Jean Renoir
- 1936 : La Flamme d'André Berthomieu
- 1937 : La Bête aux sept manteaux (L'Homme à la cagoule noire) de Jean de Limur
- 1937 : L'Affaire du courrier de Lyon de Maurice Lehmann et Claude Autant-Lara
- 1937 : Aloha, le chant des îles de Léon Mathot
- 1938 : Le Ruisseau de Maurice Lehmann et Claude Autant-Lara
- 1938 : Chéri-Bibi de Léon Mathot
- 1939 : La vie est magnifique de Maurice Cloche
- 1939 : Fric-Frac de Maurice Lehmann et Claude Autant-Lara
- 1939 : Derrière la façade de Georges Lacombe et Yves Mirande
- 1940 : L'Émigrante de Léo Joannon
- 1941 : Moulin rouge  de Yves Mirande et André Hugon
- 1942 : Croisières sidérales d'André Zwobada
- 1942 : Le Mariage de Chiffon de Claude Autant-Lara
- 1943 : Le Camion blanc de Léo Joannon
- 1943 : Une étoile au soleil d'André Zwobada
- 1943 : Goupi Mains-Rouges de Jacques Becker
- 1943 : Douce de Claude Autant-Lara
- 1945 : Les Dames du bois de Boulogne de Robert Bresson